# Санкт-Петербургский театр музыкальной комедии
Са́нкт-Петербу́ргский госуда́рственный теа́тр музыка́льной коме́дии — российский театр, основу репертуара которого составляют оперетты и мюзиклы.

## Предшествующая история

### Здание
Здание, где размещается театр Музыкальной комедии, было построено в 1799—1801 годах предположительно по проекту русского архитектора Е. Т. Соколова. В настоящее время здание театра находится по адресу: Итальянская улица, 13.
В 1842—1846 годах здание перестроено по проекту архитектора итальянского происхождения Л. Ф. Вендрамини.
В 1892—1896 годах здание капитально отремонтировано и частично перепланировано по проекту русского архитектора Александра Хренова.
В 1896 году дом приобрел Великий князь Николай Николаевич, внук Николая I, и впоследствии подарил его своей фаворитке, известной актрисе Александринского театра Марии Потоцкой. Вероятно, в этот период по желанию Великого князя интерьеры второго этажа были заново отделаны и приобрели вид роскошных дворцовых апартаментов.
После сильного пожара 1910 года здание было передано в городскую казну. По проекту русских инженеров И. Бальбашевского и А. Максимова внутренние помещения были перестроены.

### Палас-театр
18 декабря 1910 года в здании на втором этаже был открыт частный «Палас-театр».
В театре шли оперетты с участием лучших артистов столицы: М. Рахмановой, В. Кавецкой, Е. Зброжек-Пашковской, А. Брагина, М. Ростовцева, Ю. Морфесси и других.
На первом этаже здания находился ресторан-кабаре, где были представлены различные жанры исполнительского искусства.

### Государственный театр комической оперы
В 1920 году здание занимал Государственный театр комической оперы под руководством К. А. Марджанов. На сцене, в основном, ставилась неовенская оперетта.
В 1921 году в подвальном помещении открыто кабаре «Хромой Джо», ставшее популярным заведением. Ведущие актёры петроградских театров по окончании спектаклей собирались в подвале и каждую ночь разыгрывали небольшие веселые сценки и интермедии.

### Мюзик-Холл
В 1928 году в здании открылся театр «Мюзик-Холл», музыкальной частью которого заведовал композитор И. Дунаевский, хореографической — К. Голейзовский. В программах нового театра играл Теа-джаз под управлением молодого Л. Утесова.

## Театр Музыкальной комедии
Ленинградский государственный театр музыкальной комедии был основан осенью 1929 года и разместился в здании бывшего Народного дома.
«17 сентября 1929 года театр открыл сезон постановкой оперетты Холопка» композитора Николая Стрельникова.
Первым художественным руководителем театра стал актёр оперетты и режиссер Алексей Феона.
С 1931 по 1933 год театр возглавлял Моисей Янковский.
В довоенные годы танцевальные номера в спектаклях с грузинскими народными танцами ставил Илья Сухишвили.
В 1938 году театр переехал в здание по адресу: Итальянская ул., 13.

### Театр в 1941—1945 годах

Михайлов и Королькевич в артистической уборной

23 июня 1941 года в театре состоялось общее собрание. В тот же день труппа дала первые концерты для частей Красной Армии.
Осенью 1941 года параллельно с  спектаклями и репетициями актёры обучались владению винтовкой, навыкам тактики боя, оказанию первой помощи раненым, тушению зажигательных бомб. Актёры и сотрудники театра дежурили в вестибюле, на крыше и других пожарных постах, разбирали завалы, помогали выносить пострадавших от бомбёжек и обстрелов. Одновременно труппа театра репетировала оперетту Кальмана «Марица».
Осенью спектакли стали начинаться раньше — в три или четыре часа дня, — но не всегда заканчивались в тот же вечер: воздушные тревоги всё чаще прерывали действие.
За период с июля по сентябрь были показаны три премьеры: «Ева», «Принцесса долларов», и «Марица» в постановке Феона. В ноябре, когда в городе начались проблемы с продовольствием, вышла премьера — «Три мушкетёра».
Когда участились воздушные тревоги, обнаружились неудобства: в здании Музыкальной комедии не было своего бомбоубежища и зрителей приходилось отправлять в убежище расположенной по соседству филармонии.
5 ноября от разрыва упавшей неподалёку фугасной бомбы здание театра сильно пострадало. Взрыв повредил центральное отопление и водопровод; залило репетиционный зал балета, уникальную нотную библиотеку, склад декораций и реквизита, гардероб. 24-го декабря начальник Управления по делам искусств П. Рачинский подписал приказ:
«В целях обеспечения бесперебойной нормальной работы Ленинградского государственного театра музыкальной комедии приказываю:
§ 1. Предоставить Театру музыкальной комедии во временное пользование помещение Государственного академического театра драмы им. А. С. Пушкина…»
Новое помещение имело очень толстые стены и хорошее бомбоубежище.
С переходом коллектива в новое помещение темп работы усилился. Шла работа над новой опереттой «Любовь моряка» Бенацкого, начались репетиции «Периколы». Всё так же игрались «Холопка», «Три мушкетера», «Баядера», «Сильва» и другие.
31 декабря в здании Театра имени Пушкина силами артистов Музыкальной комедии был дан Большой Новогодний концерт.

### Концертные бригады

Концертная бригада в госпитале, 1942 год

В середине января 1942 года театр перестал получать электроэнергию. Спектакли пришлось прекратить. Всех актёров разделили на концертные бригады, выехавшие обслуживать части Красной Армии. Одна из бригад, в которую входили Колесникова, Кедров, Янет, Пельцер, Свидерский и Максимов, выехала на Ладогу, где строилась «Дорога жизни».

Свидерский в роли Гриши («Раскинулось море широко»)

3-го марта в театре снова зажегся свет.

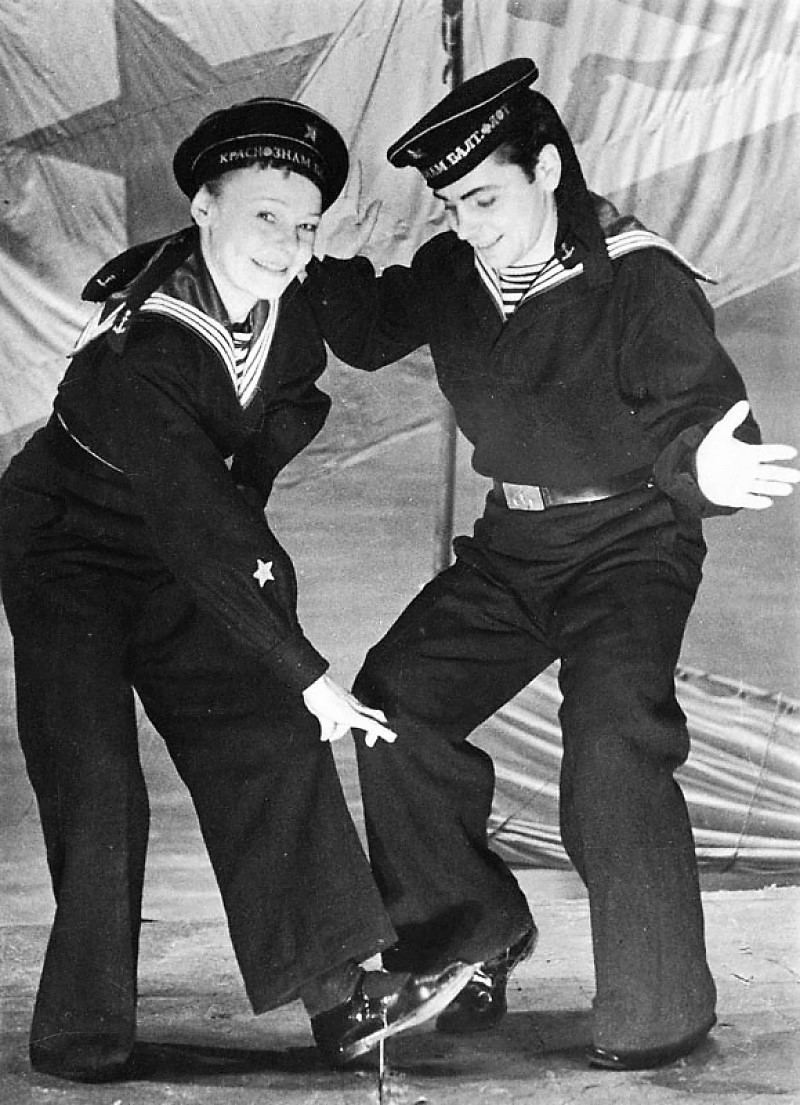
Артисты Н. В. Пельцер и А. Г. Комков в сцене из спектакля «Раскинулось море широко». Фото С. Струнникова 1942

В течение марта — апреля были выпущены две премьеры: «Любовь моряка» Р. Бенацкого и «Продавец птиц» К. Целлера.
7 ноября 1942 года в осаждённом Ленинграде состоялась премьера спектакля «Раскинулось море широко».

### На пути к победе
В январе 1943 года театр готовил к постановке одну из труднейших классических оперетт — «Летучую мышь» Иоганна Штрауса.
В ноябре 1943 года состоялась премьера спектакля «Сорочинская ярмарка», который вошёл в историю Ленинградской музкомедии как один из самых удачных, во многом благодаря слаженной работе ансамбля. Спектакль был очень тепло принят зрителями и стал последней постановкой 1943 года.
Осенью 1944 года, когда после трёхлетнего перерыва вернулись из эвакуации и возобновили работу все ленинградские театры, труппа вернулась в здание Театра Музыкальной комедии, восстановленное усилиями коллектива. Последней премьерой военных лет стал спектакль «Сирень-черёмуха», поставленный Янетом.

### Вторая половина XX столетия
По окончании войны постановки театра получили признание публики. 1950-е и 1960-е годы стали периодом расцвета; коллективом руководили режиссёр Юлий Хмельницкий и дирижёр Георгий Дониях.
С 1972 по 1988 годы театр возглавлял заслуженный деятель искусств РСФСР Владимир Воробьёв, который помог коллективу обрести оригинальное творческое лицо. В репертуаре появились спектакли «Свадьба Кречинского», «Дело», «Труффальдино» и «Жар-Птица», составляющие «золотой фонд» истории музыкального театра России.
1 октября 1979 года Указом Президиума Верховного Совета СССР театр награждён Орденом Трудового Красного Знамени
В 1980-х годах театр пережил сложный период, связанный с капитальным ремонтом здания, который продлился около 10 лет. Реконструкция предполагала создание Малой и Большой сцен; работы продвигались очень медленно. Труппа была вынуждена ставить спектакли в различных, часто не приспособленных для оперетты помещениях, что лишало возможности полноценно и продуктивно работать. Театр теряет своего постоянного зрителя. Пришедший к руководству театром в 1995 году Александр Белинский форсировал ремонт здания; весной 1996 года открылась Малая, а позже и Большая сцены театра.

### Современный период
С 2005 года театр возглавляет генеральный директор Юрий Шварцкопф.
Этапной стала постановка оперы-буфф основоположника жанра Жака Оффенбаха «Синяя борода» в постановке Юрия Александрова. Исполнительница главной роли Татьяна Таранец была удостоена Высшей театральной премии Санкт-Петербурга «Золотой софит» в номинации «Лучшая женская роль в музыкальном театре». В репертуаре появились «Веселая вдова», «Баядера» «Графиня Марица», «Баронесса Лили», «Парижская жизнь».
По итогам сезона 2006—2007 года Театр музыкальной комедии был удостоен Высшей театральной премии Санкт-Петербурга «Золотой софит» в номинации «Лучший музыкальный проект сезона» за возрождение классической оперетты за спектакли «Веселая вдова», «Сильва», «Баядера» и «Баронесса Лили».
В 2008 году театр впервые был номинирован на соискание Национальной премии «Золотая маска», и заслуженная артистка России Валентина Кособуцкая была удостоена этой награды за исполнение роли Кристины в оперетте «Баронесса Лили». В мае того же года за исполнение ведущих ролей в спектакле шести солистам театра была вручена Премия Правительства Санкт-Петербурга в области литературы, искусства и архитектуры.
В 2008 году театр вошёл в состав Европейского союза музыкальных театров.
Шварцкопф заключил договор с корпорацией VBW на право показа мюзикла Романа Полански «Бал вампиров». Проект получил главные награды Высшей театральной премии «Золотой софит» и Российской национальной премии «Золотая маска». Затем последовали детский мюзикл «Аладдин» — копродукция с «Дисней» и спектакль-биография «Чаплин», в нескольких номинациях отмеченный премией «Золотой софит» и Российской национальной премией «Золотая маска».
Была создана «Голливудская дива» — музыкальная комедия, осуществлённая в жанре мюзикла. В 2016 году спектакль был удостоен Российской национальной премии «Золотая маска».
Следом за «Голливудской дивой» на сцене театра появились мюзиклы Фрэнка Уайлдхорна «Джекилл&Хайд» и «Граф Монте-Кристо», поставленные венгерскими бригадами.
В сентябре 2015 года театр выпустил мистерию «Белый. Петербург» по мотивам романа Андрея Белого. Музыку для него по заказу театра создал ленинградский композитор Георгий Фиртич.
В первые месяцы войны ленинградские театры были эвакуированы вглубь страны. Именно оперетте пришлось пройти с городом весь его тяжкий путь

## Фестиваль «Оперетта-Парк»
Фестиваль «Оперетта-Парк» — театрально-музыкальный проект. Автор идеи и режиссёр-постановщик I фестиваля — Анна Осипенко. Музыкальный руководитель фестиваля — заслуженный артист России Андрей Алексеев, 13-15 июля 2018 года состоялся II фестиваль, в рамках которого были показаны спектакли «Бабий бунт» (постановка Юрия Лаптева), «Сильва» и Гала-концерт (постановка Анны Осипенко).

## Сотрудники театра прошлых лет
- Авдошина-Володарская Нина Андреевна, народная артистка РСФСР (1984)
- Адицкая Ядвига-Констанция Яновна
- Алексеева Алина Валентиновна, заслуженная артистка РФ (2004)
- Аптекман Михаил Юрьевич, ведущий концертмейстер, заслуженный артист РСФСР (1991)
- Араратян Арташес Левонович, заслуженный артист РСФСР (1980)
- Артамонов Владимир Филиппович
- Астафьева Клавдия Николаевна, заслуженная артистка РСФСР (1939)
- Банщикова Полина Борисовна, заслуженная артистка РСФСР (1980)
- Барляев Владимир Алексеевич, народный артист РФ (1995)
- Бейзельман Лев Давыдович, балетмейстер
- Белинский Александр Аркадьевич, главный режиссёр, народный артист РФ (1999)
- Бельникевич Георгий Ефимович
- Березняк Александр Васильевич
- Богданова-Чеснокова Гликерия Васильевна, народная артистка РСФСР (1970)
- Болдырева Нина Ивановна
- Бондаренко Константин Моисеевич, заслуженный артист РСФСР (1957)
- Брагина Ирина Евгеньевна
- Брилль Екатерина Селимовна
- Бронская Бронислава Михайловна
- Васильев Валентин Сергеевич, режиссёр
- Васильева Нина Васильевна
- Вастэн Лидия Иоганновна, артистка хора
- Викс Мария Густавовна, народная артистка РСФСР (1965)
- Воробьёв Владимир Егорович, главный режиссёр, заслуженный деятель искусств РСФСР (1978)
- Воронина Анна Ивановна
- Вржесинский Валентин Иванович, народный артист РСФСР (1979)
- Габриэльянц Зинаида Давыдовна
- Гербек Роберт Иосифович, главный балетмейстер, заслуженный артист РСФСР (1954)
- Горячева Наталья Петровна, заслуженный работник культуры РСФСР (1980)
- Григорьева Ксения Борисовна
- Громов Иван Антонович
- Дандрэ Татьяна Константиновна, артистка балета
- Данилов Андрей Михайлович
- Дмитриев Дмитрий Владимирович
- Дониях Георгий Анатольевич, главный дирижёр, заслуженный деятель искусств Узбекской ССР (1950)
- Дотлибов Михаил Григорьевич, главный режиссёр, заслуженный деятель искусств РСФСР (1984)
- Дриацкая Елена Валентиновна
- Дроздова Ольга Борисовна, народная артистка РФ (2015)
- Елизарова Мария Александровна
- Емельянова Зоя Ивановна, заслуженная артистка РСФСР (1956)
- Ермакова Лина Александровна, заслуженная артистка РСФСР (1973)
- Зайцев Евгений Александрович
- Заморев Сергей Иванович, заслуженный артист РСФСР (1983)
- Зорин Константин Иванович, заслуженный артист РСФСР (1980)
- Исаков Александр Борисович, главный режиссёр, заслуженный артист РФ (2003)
- Каменецкий Ефим Александрович, народный артист РФ (2008)
- Капула Владимир Иванович
- Карпов Семён Фёдорович, солист балета
- Катун Виктор Александрович
- Каугер Галина Юльевна, концертмейстер
- Кашкан Владимир Николаевич, артист хора
- Кедров Иван Васильевич, заслуженный артист РСФСР (1939)
- Клементьев Георгий Казимирович
- Климантов-Нанский Николай Иванович, помощник режиссёра
- Колесникова Лидия Александровна, заслуженная артистка РСФСР (1939)
- Колосов Владимир Михайлович, заслуженный артист РСФСР (1979)
- Колотильщикова Татьяна Серафимовна, солистка балета, заслуженная артистка РСФСР (1968)
- Комков Александр Гаврилович, солист балета
- Коняев Игорь Григорьевич, главный режиссёр
- Кононко Александр Васильевич, директор оркестра, солист группы валторн
- Копылов Виталий Иванович, народный артист РСФСР (1980)
- Корнблит Евгений Михайлович, дирижёр, заслуженный артист РСФСР (1957)
- Корнев Георгий Борисович
- Королькевич Анатолий Викентьевич, заслуженный артист РСФСР (1957)
- Костецкий Виктор Александрович, заслуженный артист РСФСР (1978)
- Крейлис-Петрова Кира Александровна, заслуженная артистка РФ (1994)
- Крицкая Елена Александровна
- Кузнецов Георгий Кузьмич
- Кузнецов Святослав Петрович, главный балетмейстер, заслуженный артист РСФСР (1966)
- Кульчицкая Таисия Валерьяновна, заслуженная артистка Карело-Финской ССР (1943)
- Куран Борис Николаевич, заместитель генерального директора, заслуженный работник культуры РФ (2011)
- Лагацкая-Зимина Мария Александровна
- Ланько Тамара Васильевна
- Ласкари Кирилл Александрович, главный балетмейстер, заслуженный деятель искусств РФ (2002)
- Лейферкус Сергей Петрович, народный артист РСФСР (1983)
- Леонидов Максим Леонидович
- Лидина Лидия Михайловна, солистка балета
- Лиликин Вячеслав Петрович
- Линник Вячеслав Иванович, заслуженный артист РФ (1995)
- Лисянская Анна Григорьевна
- Логинов Алексей Александрович, дирижёр
- Логинова Антонина Михайловна, концертмейстер
- Лозовая Ольга Олеговна, заслуженная артистка РФ (2005)
- Лосев Сергей Васильевич, заслуженный артист РФ (1997)
- Луконин Михаил Александрович
- Маврин Вадим Михайлович
- Максимов Георгий Сергеевич, директор
- Мантур Иван Тихонович
- Масленников Александр Анатольевич
- Маслова Лидия Николаевна, заслуженная артистка РСФСР (1980)
- Михайлов Евгений Дмитриевич, заслуженный артист РСФСР (1939)
- Михайлов Михаил Алексеевич
- Михайлова Валентина Григорьевна
- Михно Михаил Иванович
- Мнацаканова Гренада Николаевна
- Москаленко Юлия Константиновна
- Мурадова Валентина Алексеевна
- Мурашко Александр Александрович, заслуженный артист РФ (1994)
- Мусатов Владимир Иванович
- Никитенко Валерий Ефремович, народный артист РФ (2009)
- Образцов Николай Александрович
- Орлов Александр Александрович, заслуженный артист РСФСР (1936)
- Осипенко Анна Владимировна, и.о. главного режиссёра
- Павлоцкая Тамара Павловна
- Панков Альберт Павлович, народный артист РФ (2010)
- Певцов Дмитрий Анатольевич, народный артист РФ (2001)
- Пельцер Нина Васильевна, солистка балета, заслуженная артистка РСФСР (1957)
- Перминова Анна Сергеевна
- Петропавловский Лев Николаевич
- Пилецкая Татьяна Львовна, народная артистка РФ (1999)
- Пискарёв Игорь Борисович, главный дирижёр, заслуженный артист РСФСР (1980)
- Плужникова Мария Николаевна
- Полосина Елена Фёдоровна, заслуженная артистка РФ (1998)
- Поляков Павел Павлович
- Полячек Григорий Маркович, режиссёр
- Радошанский Николай Николаевич
- Рогозикова Зоя Дмитриевна, заслуженная артистка РСФСР (1960)
- Рутковский Станислав Игнатьевич
- Сальникова Тамара Андреевна
- Самсонов Владимир Викторович, заслуженный артист РФ (2001)
- Свидерский Валентин Иванович
- Семенченко Галина Павловна, заслуженная артистка РСФСР (1991)
- Сенчина Людмила Петровна, народная артистка РФ (2002)
- Серова Вера Александровна
- Симонов Александр Семёнович, заместитель директора
- Скороходов Юрий Иванович, заслуженный артист РФ (2009)
- Славина Антонина Дмитриевна
- Слонимский Анатолий Григорьевич
- Смирнов Алексей Макарович, заслуженный артист РСФСР (1976)
- Смирнов Виктор Андреевич
- Смолкин Борис Григорьевич, заслуженный артист РФ (1999)
- Соколов Александр Фёдорович
- Соловьёв Владимир Николаевич, режиссёр
- Соловьёв Николай Николаевич, заслуженный артист РСФСР (1982)
- Соркин Игорь Гилярович, заслуженный артист РСФСР (1977)
- Сошникова Елена Эдуардовна, заслуженная артистка РФ (1998)
- Таганская Лидия Фёдоровна
- Тарасова Галина Ивановна
- Таренков Пётр Владимирович
- Таубе Борис Дмитриевич
- Терновова Ирина Юрьевна
- Тиличеев Евгений Сергеевич, заслуженный артист РФ (1998)
- Тимошин Вячеслав Фёдорович, народный артист РСФСР (1980)
- Тихомиров Леонид Яковлевич
- Тутышкин Андрей Петрович, главный режиссёр, заслуженный артист РСФСР (1946)
- Угорский Владимир Зиновьевич
- Уланова Марина Владиславовна, заслуженная артистка РФ (2009)
- Ульянов Кирилл Игоревич
- Усманов Расул Халмуратович
- Федотова Людмила Николаевна, народная артистка РФ (1992)
- Феона Алексей Николаевич, главный режиссёр, народный артист Карело-Финской ССР (1943)
- Феррари Марина Эдуардовна
- Фесенко Вадим Александрович
- Фурман Григорий Вениаминович, дирижёр
- Хмельницкий Юлий Осипович, главный режиссёр, народный артист РСФСР (1960)
- Христианова Валентина Николаевна
- Хрусталёва Елизавета Андреевна
- Чикунская Юлия Фёдоровна, артистка хора
- Чубаров Виктор Ильич
- Шалагин Сергей Анатольевич, заслуженный артист РФ (2001)
- Шаргородский Альфред Аркадьевич, заслуженный артист РСФСР (1968)
- Шепелев Юрий Фёдорович
- Штыпс Вячеслав Геннадьевич, заслуженный артист РФ (2005)
- Щиголева Ольга Михайловна
- Юрасова Марина Андреевна
- Юханне Александр Георгиевич
- Ягнов Дмитрий Николаевич
- Янет Николай Яковлевич, народный артист РСФСР (1959)
- Янковский Моисей Осипович, главный режиссёр

## Труппа

### Солисты оперетты
- Байрон Александр Евгеньевич, заслуженный артист РФ (2007)
- Белоусова Елизавета Юрьевна
- Брага Сергей Иванович
- Булгак Анна Геннадьевна
- Васильева Вера Сергеевна, народная артистка РФ (1994)
- Васильева Татьяна Ивановна, заслуженная артистка РФ (1996)
- Веремей Татьяна Владимировна
- Виноградова Зоя Акимовна, народная артистка РСФСР (1978)
- Вокуев Роман Васильевич
- Гогина Оксана Денисовна
- Головкин Виталий Владимирович
- Грачёва Евгения Николаевна
- Григорьев Павел Анатольевич
- Забродина Елена Александровна, заслуженная артистка РФ (1996)
- Корытов Иван Анатольевич
- Кособуцкая Валентина Григорьевна, заслуженная артистка РФ (2002)
- Котова Тамара Александровна
- Кривонос Виктор Антонович, народный артист РФ (2005)
- Круковский Александр Юрьевич
- Крупнова Оксана Сергеевна
- Леногов Александр Александрович
- Лошакова Анастасия Владимировна
- Лугова Светлана Евгеньевна, заслуженная артистка РФ (2005)[13]
- Матвеев Валерий Николаевич, народный артист РФ (2008)
- Мацкевич Катажина (Польша)
- Мельникова Мария Александровна
- Мулярчик Ирина Денисовна
- Мун Виктория Валерьевна
- Олейников Антон Анатольевич, заслуженный артист РФ (2009)
- Олисова Елизавета Вячеславовна
- Осипов Фёдор Дмитриевич
- Петров Дмитрий Константинович
- Ромашин Олег Константинович
- Савченко Наталья Николаевна
- Садков Владимир Сергеевич
- Свиридова Валентина Петровна, заслуженная артистка РСФСР (1991)
- Семёнов Николай Алексеевич
- Таранец Татьяна Михайловна
- Флеер Олег Геннадьевич, заслуженный артист Украины (2011)
- Чепурнова Карина Викторовна
- Шапоров Александр Иванович
- Шафир Григорий Григорьевич
- Штыков Алексей Владимирович
- Щинова Полина Александровна
- Яковлев Владимир Александрович, народный артист РФ (2004)
- Ярош Владимир Петрович

### Артисты мюзикла
- Агадилова Алия Бекболатовна
- Баярунас Ярослав Игоревич
- Бурлюкало Дарья Геннадьевна
- Вавилова Агата Александровна
- Вишневская Анастасия Леонидовна
- Газаева Елена Борисовна, заслуженная артистка Республики Северная Осетия — Алания (2014)
- Глухов Василий Анатольевич
- Гогитидзе Манана Гивиевна
- Гордеев Кирилл Борисович
- Диевская Наталия Александровна
- Дряблов Роман Владимирович
- Казьмин Александр Сергеевич
- Каспарова Александра Вадимовна
- Ким Дарья Викторовна
- Китанин Константин Владимирович
- Колпаков Ростислав Вячеславович
- Матвеев Андрей Владимирович, заслуженный артист РФ (2010)
- Мигицко Сергей Григорьевич
- Ожогин Иван Геннадьевич
- Перегудов Сергей Викторович
- Плужникова Мария Николаевна
- Решавская Мария Александровна
- Рулла Лика
- Свешникова Вера Владимировна
- Суханов Александр Сергеевич
- Шириков Евгений Вячеславович

### Администрация и творческая часть
- Шварцкопф Юрий Алексеевич — генеральный директор, заслуженный деятель искусств РФ (2007)
- Алексеев Андрей Владимирович — главный дирижёр, заслуженный артист РФ (2007)
- Романовский Владимир Валентинович — главный балетмейстер
- Нефёдов Алексей Валерьевич — главный хормейстер, супервайзер мюзиклов
- Долгова Ирина Вячеславовна — главный художник
- Годлевская Марина Михайловна — руководитель литературно-драматургического отдела, заслуженный работник культуры РФ (2020)
- Рылов Владимир Алексеевич — приглашенный дирижёр, заслуженный деятель искусств РФ (2023)
- Семак Алла Владимировна — режиссёр, заслуженная артистка РФ (1994)

## Репертуар театра: история и современность

### Летопись постановок[14]

#### 1929 — 1930
- 1929 год — оперетта «Холопка». Композитор: Н. Стрельников; режиссёр: А. Феона. Премьера состоялась 17 сентября 1929 г.
- 1930 год — оперетта «Билли Золотой кушак». Композиторы: Р. Бенацки и Р. Фримль; режиссёр: В. Раппопорт. Премьера состоялась 11 января 1930 г.
- 1930 год — оперетта «Оксана» («Ночь перед Рождеством»). Композитор: Д. Морозов; режиссёр: А. Феона. Премьера состоялась 31 мая 1930 г.
- 1930 год — оперетта «Эх, миледи». Композиторы: М. Красев и С. Брандсбург; режиссёр: М. Лифшиц. Премьера состоялась 17 августа 1930 г.
- 1930 год — оперетта «Зарницы». Композиторы: М. Чернов и А. Логинов;  режиссёр: А. Феона. Премьера состоялась 29 октября 1930 г.

#### 1931 — 1940
- 1931 год — экспериментальный спектакль «Ваших нет». Музыка Первой ударной бригады композиторов Всероскомдрама; режиссёры: С. Коновалов и Б. Чернявский. Премьера состоялась 13 апреля 1931 г.
- 1931 год — опера-буфф «Орфей в аду». Композитор: Ж. Оффенбах; режиссёр: А. Феона. Премьера состоялась 11 июня 1931 г.
- 1931 год — оперетта «Маскотта». Композитор: Э. Одран; режиссёр: В. Раппопорт. Премьера состоялась 1 октября 1931 г.
- 1931 год — оперетта «Апаюн». Композитор: К. Миллёкер; режиссёр: Б. Чернявский. Премьера состоялась 1 декабря 1931 г.
- 1932 год — оперетта «Цыганский барон». Композитор: И. Штраус; режиссёр: П. Вейсбрем. Премьера состоялась 7 марта 1932 г.
- 1932 год — оперетта «Зелёный остров». Композитор: Ш. Лекок; режиссёр: И. Кролль. Премьера состоялась 25 апреля 1932 г.
- 1932 год — оперетта «Донья Жуанита». Композитор: Ф. Зуппе; режиссёры: А. Искандер и А. Смирнов. Премьера состоялась 5 июля 1932 г.
- 1932 год — оперетта «Ночь в Венеции». Композитор: И. Штраус; режиссёр: Б. Чернявский. Премьера состоялась 15 сентября 1932 г.
- 1932 год — оперетта «Рустам». Композиторы: А. Гладковский и А. Цурмюлен; режиссёры: А. Арнольд, И. Зеленин, Б. Чернявский и М. Янковский. Премьера состоялась 14 ноября 1932 г.
- 1933 год — оперетта «Шоколадный солдатик». Композиторы: Дан. и Дм. Покрасс; режиссёр: А. Арнольд. Премьера состоялась 3 марта 1933 г.
- 1933 год — оперетта «Фиалка Монмартра». Композитор: И. Кальман; режиссёр: В. Соловьёв. Премьера состоялась 8 мая 1933 г.
- 1933 год — оперетта «Принцесса долларов». Композитор: Л. Фалль; режиссёр: А. Феона. Премьера состоялась 25 ноября 1933 г.
- 1934 год — романтическая мелодрама «Ледяной дом». Композитор: К. Листов; режиссёр: Б. Чернявский. Премьера состоялась 5 января 1934 г.
- 1934 год — оперетта «Сердце поэта». Композитор: Н. Стрельников; режиссёр: А. Феона. Премьера состоялась 21 марта 1934 г.
- 1934 год — оперетта «Фиорелла» («Разбойники»). Композитор: Ж. Оффенбах; режиссёр: Э. Каплан. Премьера состоялась 10 мая 1934 г.
- 1934 год — оперетта «Прекрасная Елена». Композитор: Ж. Оффенбах.
- 1934 год — оперетта «Ярмарка невест». Композитор: В. Якоби; режиссёр: И. Зеленин. Премьера состоялась 19 ноября 1934 г.
- 1935 год — оперетта «Весёлая вдова». Композитор: Ф. Легар; режиссёр: А. Феона. Премьера состоялась 2 января 1935 г.
- 1935 год — мексиканская сарсуэла «Чарито». Композитор: Ф. Эккерт; режиссёр: А. Феона. Премьера состоялась 7 марта 1935 г.
- 1935 год — оперетта «Летучая мышь». Композитор: И. Штраус; режиссёр: В. Соловьёв. Премьера состоялась 13 апреля 1935 г.
- 1935 год — романтическая оперетта «Цыганская любовь». Композитор: Ф. Легар; режиссёр: А. Феона. Премьера состоялась 11 августа 1935 г.
- 1935 год — оперетта «Как её зовут». Композитор: Н. Богословский; режиссёр: А. Феона. Премьера состоялась 23 декабря 1935 г.
- 1936 год — оперетта «Песнь цыгана» («Цыганская любовь»). Композитор: Ф. Легар; режиссёры: В. Васильев и Г. Полячек. Премьера состоялась 26 февраля 1936 г.
- 1936 год — оперетта «Продавец птиц». Композитор: К. Целлер; режиссёр: А. Феона. Премьера состоялась 11 августа 1936 г.
- 1937 год — оперетта «Дочь тамбурмажора». Композитор: Ж. Оффенбах; режиссёр: В. Люце. Премьера состоялась 28 января 1937 г.
- 1937 год — комическая опера «Чёрное домино». Композитор: Д. Обер; режиссёр: В. Соловьёв. Премьера состоялась 4 ноября 1937 г.
- 1937 год — оперетта «Золотая долина». Композитор: И. Дунаевский; режиссёр: В. Соловьёв. Премьера состоялась 4 ноября 1937 г.
- 1938 год — оперетта «Корневильские колокола». Композитор: Р. Планкетт; режиссёр: В. Васильев. Премьера состоялась 1 января 1938 г.
- 1938 год — оперетта «Моя любимая». Композиторы: Л. Ходжа-Эйнатов и М. Феркельман; режиссёр: Г. Полячек. Премьера состоялась 11 марта 1938 г.
- 1938 год — оперетта «Парижская жизнь». Композитор: Ж. Оффенбах; режиссёр: Г. Полячек. Премьера состоялась 11 июня 1938 г.
- 1938 год — оперетта «Свадьба в Малиновке». Композитор: Б. Александров; режиссёр: Г. Энритон. Премьера состоялась 26 октября 1938 г.
- 1939 год — оперетта «Сотый тигр». Композитор: Б. Александров; режиссёр: А. Винер. Премьера состоялась 21 января 1939 г.
- 1939 год — оперетта «Последний бал». Композитор: В. Желобинский; режиссёр: Г. Энритон. Премьера состоялась 6 апреля 1939 г.
- 1939 год — опера-буфф «Жюстина Фавар». Композитор: Ж. Оффенбах; режиссёр: А. Винер. Премьера состоялась 17 октября 1939 г.
- 1939 год — оперетта «Роз-Мари». Композиторы: Р. Фримль и Г. Стотгарт; режиссёр: Н. Янет. Премьера состоялась 21 ноября 1939 г.
- 1940 год — музыкальная комедия «Взаимная любовь». Композитор: С. Кац; режиссёр: Г. Полячек. Премьера состоялась 8 февраля 1940 г.
- 1940 год — оперетта «Сильва». Композитор: И. Кальман; режиссёр: Н. Янет. Премьера состоялась 15 мая 1940 г.
- 1940 год — оперетта «Катерина» («Солдатская жёнка»). Композитор: Н. Тимофеев; режиссёр: Г. Энритон. Премьера состоялась 26 ноября 1940 г.
- 1940 год — оперетта «Баядера». Композитор: И. Кальман; режиссёр: А. Винер. Премьера состоялась 16 декабря 1940 г.

#### 1941 — 1950
- 1941 год — оперетта «Летучая мышь». Композитор: И. Штраус; режиссёр: А. Винер. Премьера состоялась 26 февраля 1941 г.
- 1941 год — оперетта «Дороги к счастью». Композитор: И. Дунаевский; режиссёр: Н. Янет. Премьера состоялась 26 апреля 1941 г.
- 1941 год — оперетта «Холопка». Композитор: Н. Стрельников; режиссёр: Г. Полячек. Премьера состоялась 2 июня 1941 г.
- 1941 год — оперетта «Ева». Композитор: Ф. Легар; режиссёр: А. Феона. Премьера состоялась 19 июля 1941 г.
- 1941 год — оперетта «Принцесса долларов». Композитор: Л. Фалль; режиссёры: А. Феона и В. Васильев. Премьера состоялась 20 августа 1941 г.
- 1941 год — оперетта «Марица». Композитор: И. Кальман; режиссёр: А. Феона. Премьера состоялась 6 сентября 1941 г.
- 1941 год — комическая опера «Чёрное домино». Композитор: Д. Обер; возобновление спектакля 1937 г. в постановке В. Соловьёва, режиссёр возобновления Г. Полячек. Возобновление состоялось 14 октября 1941 г.
- 1941 год — музыкальная комедия «Три мушкетёра». Композитор: Л. Варней; режиссёр: А. Феона. Премьера состоялась 15 ноября 1941 г.
- 1942 год — оперетта «Свадьба в Малиновке». Композитор: Б. Александров; возобновление спектакля 1938 г. в постановке Г. Энритона, режиссёр возобновления Н. Янет. Возобновление состоялось 11 марта 1942 г.
- 1942 год — оперетта «Любовь моряка» («Билли Золотой Кушак»). Композиторы: Р. Бенацки и Р. Фримль; режиссёр: В. Васильев. Премьера состоялась 14 марта 1942 г.
- 1942 год — музыкальная комедия «Лесная быль». Композитор: А. Логинов; режиссёр: Н. Янет. Премьера состоялась 18 июня 1942 г.
- 1942 год — оперетта «Роз-Мари». Композиторы: Р. Фримль и Г. Стотгарт; возобновление спектакля 1939 г. в постановке Н. Янета. Возобновление состоялось 23 июня 1942 г.
- 1942 год — музыкальная комедия «Раскинулось море широко». Композиторы: В. Витлин, Л. Круц и Н. Минх; режиссёр: Н. Янет. Премьера состоялась 7 ноября 1942 г.
- 1943 год — оперетта «Летучая мышь». Композитор: И. Штраус; режиссёр: Н. Янет. Премьера состоялась 28 февраля 1943 г.
- 1943 год — оперетта «Свадьба в Малиновке». Композитор: Б. Александров; режиссёр: Н. Янет. Премьера состоялась 1 марта 1943 г.
- 1943 год — оперетта «Перикола» («Птички певчие»). Композитор: Ж. Оффенбах; режиссёр: Г. Полячек. Премьера состоялась 3 мая 1943 г.
- 1943 год — оперетта «Принцесса цирка». Композитор: И. Кальман; режиссёр: Н. Янет. Премьера состоялась 24 июля 1943 г.
- 1943 год — оперетта «Сорочинская ярмарка». Композитор: А. Рябов; режиссёр: Н. Янет. Премьера состоялась 19 сентября 1943 г.
- 1943 год — оперетта «Продавец птиц». Композитор: К. Целлер; режиссёр: Г. Полячек. Премьера состоялась 30 декабря 1943 г.
- 1944 год — оперетта «Фиалка Монмартра». Композитор: И. Кальман; возобновление спектакля 1933 г. в постановке В. Соловьёва, режиссёр возобновления Г. Полячек. Возобновление состоялось 13 марта 1944 г.
- 1944 год — водевиль «Ворона в павлиньих перьях». Музыка собрана из русских народных песен; режиссёр: В. Васильев. Премьера состоялась 7 мая 1944 г.
- 1944 год — оперетта «Дочь тамбурмажора». Композитор: Ж. Оффенбах; возобновление спектакля 1937 г. в постановке В. Люце, режиссёр возобновления Н. Янет. Возобновление состоялось 10 июня 1944 г.
- 1944 год — оперетта «Сильва». Композитор: И. Кальман; возобновление спектакля 1940 г. в постановке Н. Янета. Возобновление состоялось 30 декабря 1944 г.
- 1945 год — оперетта «Сирень-черёмуха». Композитор: В. Желобинский; режиссёр: Н. Янет. Премьера состоялась 25 апреля 1945 г.
- 1945 год — музыкальная комедия «Верный друг». Композитор: В. Соловьёв-Седой; режиссёры: Н. Янет и А. Бурлаченко. Премьера состоялась 24 октября 1945 г.
- 1945 год — оперетта «Девичий переполох». Композитор: Ю. Милютин; режиссёр: А. Тутышкин. Премьера состоялась 3 ноября 1945 г.
- 1945 год — оперетта «Нищий студент». Композитор: К. Миллёкер; режиссёр: Г. Полячек. Премьера состоялась 30 декабря 1945 г.
- 1946 год — оперетта «Весёлая вдова». Композитор: Ф. Легар; режиссёр: А. Тутышкин. Премьера состоялась 30 апреля 1946 г.
- 1946 год — музыкальная комедия «В зимнюю ночь». Композитор: И. Дзержинский; режиссёр: А. Тутышкин. Премьера состоялась 24 ноября 1946 г.
- 1947 год — оперетта «Бал в Савойе». Композитор: П. Абрахам; режиссёр: Г. Полячек. Премьера состоялась 5 января 1947 г.
- 1947 год — музыкальная комедия «Одиннадцать неизвестных». Композитор: Н. Богословский; режиссёр: Г. Полячек. Премьера состоялась 2 апреля 1947 г.
- 1947 год — музыкальная комедия «Роза ветров». Композитор: Б. Мокроусов; режиссёр: А. Тутышкин. Премьера состоялась 30 июня 1947 г.
- 1947 год — оперетта «Таёжный соловей». Композитор: Ю. Милютин; режиссёр: А. Тутышкин. Премьера состоялась 2 ноября 1947 г.
- 1947 год — оперетта «Вольный ветер». Композитор: И. Дунаевский; режиссёр: П. Суханов. Премьера состоялась 8 ноября 1947 г.
- 1948 год — оперетта «Летучая мышь». Композитор: И. Штраус; режиссёр: П. Суханов. Премьера состоялась 30 мая 1948 г.
- 1948 год — оперетта «Баядера». Композитор: И. Кальман; режиссёр: Г. Полячек. Премьера состоялась 20 июня 1948 г.
- 1948 год — оперетта «Гаспарон». Композитор: К. Миллёкер; режиссёр: Г. Полячек. Премьера состоялась 16 августа 1948 г.
- 1948 год — музыкальная комедия «Воздушный замок». Композитор: О. Фельцман; режиссёр: П. Суханов. Премьера состоялась 7 ноября 1948 г.
- 1948 год — музыкальная комедия «Лучший день её жизни». Композитор: А. Лепин; режиссёр: П. Суханов. Премьера состоялась 14 декабря 1948 г.
- 1949 год — оперетта «Дьявольский наездник». Композитор: И. Кальман; режиссёр: А. Феона. Премьера состоялась 18 марта 1949 г.
- 1949 год — оперетта «Парижская жизнь». Композитор: Ж. Оффенбах; режиссёр: А. Киреев. Премьера состоялась 19 апреля 1949 г.
- 1949 год — оперетта-феерия «Золотой фонтан». Композиторы: М. Воловац и С. Заранек; режиссёр: Г. Полячек. Премьера состоялась 20 июня 1949 г.
- 1949 год — музыкальная комедия «Рядом с тобой». Композиторы: Б. Александров и М. Матвеев; режиссёры: Н. Янет и Д. Мечик. Премьера состоялась 15 октября 1949 г.
- 1949 год — музыкальная комедия «Чудесный край». Композитор: А. Рябов; режиссёр: Г. Полячек. Премьера состоялась 15 декабря 1949 г.
- 1950 год — музыкальная комедия «Кето и Котэ». Композиторы: В. Долидзе и В. Мурадели; режиссёр: Н. Смолич. Премьера состоялась 30 марта 1950 г.
- 1950 год — музыкальная комедия «Если сердце молодо». Композитор: О. Фельцман; режиссёр: Б. Зон. Премьера состоялась 14 июня 1950 г.
- 1950 год — музыкальная комедия «Девушка из Шанхая». Композитор: А. Маневич; режиссёр: П. Вейсбрем. Премьера состоялась 19 октября 1950 г.
- 1950 год — оперетта «Трембита». Композитор: Ю. Милютин; режиссёр: В. Андрушкевич. Премьера состоялась 7 ноября 1950 г.
- 1950 год — оперетта «Ночь в Венеции». Композитор: И. Штраус; режиссёр: Г. Полячек. Премьера состоялась 30 декабря 1950 г.

#### 1951 — 1960
- 1951 год — оперетта «Марица». Композитор: И. Кальман; режиссёр: В. Андрушкевич. Премьера состоялась 8 апреля 1951 г.
- 1951 год — музыкальная комедия «Свадьба в Малиновке». Композитор: Б. Александров; режиссёр: Н. Янет. Премьера состоялась 5 мая 1951 г.
- 1951 год — музыкальная комедия «Шумит Средиземное море». Композитор: О. Фельцман; режиссёр: Р. Суслович. Премьера состоялась 4 сентября 1951 г.
- 1951 год — комическая опера «Боккаччо». Композитор: Ф. Зуппе; режиссёр: Н. Смолич. Премьера состоялась 29 декабря 1951 г.
- 1952 год — оперетта «Холопка». Композитор: Н. Стрельников; режиссёр: И. Ермаков. Премьера состоялась 19 февраля 1952 г.
- 1952 год — оперетта «Сорочинская ярмарка». Композитор: А. Рябов; режиссёр: Н. Янет. Премьера состоялась 4 марта 1952 г.
- 1952 год — музыкальная комедия «Самое заветное». Композитор: В. Соловьёв-Седой; режиссёр: Р. Суслович. Премьера состоялась 30 июня 1952 г.
- 1952 год — музыкальная комедия «Наталка Полтавка». Композитор: Н. Лысенко; режиссёр: Н. Янет. Премьера состоялась 30 октября 1952 г.
- 1952 год — комическая опера «Аршин мал алан». Композитор: У. Гаджибеков; режиссёры: Д. Карасик и С. Чистяков. Премьера состоялась 23 декабря 1952 г.
- 1952 год — оперетта «Вольный ветер». Композитор: И. Дунаевский; режиссёр: В. Васильев. Премьера состоялась 30 декабря 1952 г.
- 1953 год — оперетта «Фиалка Монмартра». Композитор: И. Кальман; режиссёр: Б. Дмоховский. Премьера состоялась 30 марта 1953 г.
- 1953 год — музыкальная комедия «Кето и Котэ». Композиторы: В. Долидзе и В. Мурадели; возобновление спектакля 1950 г. в постановке Н. Смолича, режиссёр возобновления Ю. Уженцев. Возобновление состоялось 25 июня 1953 г.
- 1953 год — музыкальная комедия «Марийкино счастье». Композиторы: К. Бенц и Е. Кока; режиссёры: Д. Карасик и С. Чистяков. Премьера состоялась 20 ноября 1953 г.
- 1954 год — музыкальная комедия «Огоньки». Композитор: Г. Свиридов; режиссёр: И. Ермаков. Премьера состоялась 30 января 1954 г.
- 1954 год — оперетта «Орлиные перья». Композитор: Ф. Фаркаш; режиссёр: И. Ермаков. Премьера состоялась 16 апреля 1954 г.
- 1954 год — музыкальная комедия «Табачный капитан». Композитор: А. Эйхенвальд; режиссёр: П. Вейсбрем. Премьера состоялась 20 июня 1954 г.
- 1954 год — музыкальная комедия «Тайна моря» («Золотой фонтан»). Композиторы: М. Воловац и С. Заранек; режиссёр: В. Окунцов. Премьера состоялась 4 ноября 1954 г.
- 1954 год — оперетта «Роз-Мари». Композиторы: Р. Фримль и Г. Стотгарт; режиссёр: И. Ермаков. Премьера состоялась 30 декабря 1954 г.
- 1955 год — музыкальная комедия «День чудесных обманов» («Дуэнья»). Композитор: Г. Крейтнер; режиссёр: Д. Карасик. Премьера состоялась 23 марта 1955 г.
- 1955 год — музыкальная комедия «Чужой ребёнок». Композитор: Б. Аветисов; режиссёр: В. Окунцов. Премьера состоялась 16 июня 1955 г.
- 1955 год — оперетта «Золотая долина». Композитор: И. Дунаевский; режиссёр: И. Ермаков. Премьера состоялась 3 сентября 1955 г.
- 1955 год — оперетта «Весёлая вдова». Композитор: Ф. Легар; режиссёр: Д. Карасик. Премьера состоялась 21 ноября 1955 г.
- 1955 год — оперетта «Бал в Савойе». Композитор: П. Абрахам; режиссёр: В. Окунцов. Премьера состоялась 21 декабря 1955 г.
- 1955 год — новогоднее представление. Композитор: М. Воловац; режиссёр: К. Боярский. Премьера состоялась 30 декабря 1955 г.
- 1956 год — музыкальная комедия «Раскинулось море широко». Композиторы: В. Витлин, Л. Круц и Н. Минх; возобновление спектакля 1942 г. в постановке Н. Янета. Возобновление состоялось 26 февраля 1956 г.
- 1956 год — оперетта «Сильва». Композитор: И. Кальман; режиссёр: Б. Рощин. Премьера состоялась 25 мая 1956 г.
- 1956 год — оперетта «Мистер Икс». Композитор: И. Кальман; режиссёр: Ю. Хмельницкий. Премьера состоялась 13 октября 1956 г.
- 1956 год — оперетта «Белая акация». Композитор: И. Дунаевский; режиссёр: И. Теслер. Премьера состоялась 27 декабря 1956 г.
- 1957 год — оперетта «Поцелуй Чаниты». Композитор: Ю. Милютин; режиссёр: Ю. Хмельницкий. Премьера состоялась 29 марта 1957 г.
- 1957 год — оперетта-обозрение «250 лет в одну ночь». Композиторы: М. Табачников и Е. Рохлин; режиссёр: Ю. Хмельницкий. Премьера состоялась 22 июня 1957 г.
- 1957 год — балет-сказка «Волшебная стрела». Композитор: М. Воловац; режиссёр: В. Окунцов. Премьера состоялась 29 декабря 1957 г.
- 1958 год — оперетта «Где-то на юге». Композитор: Э. Кемень; режиссёр: А. Винер. Премьера состоялась 26 марта 1958 г.
- 1958 год — оперетта «Фиалка Монмартра». Композитор: И. Кальман; режиссёр: Ю. Хмельницкий. Премьера состоялась 5 июля 1958 г.
- 1958 год — оперетта «Дорогая моя девчонка». Композитор: Е. Жарковский; режиссёр: А. Асанин. Премьера состоялась 6 ноября 1958 г.
- 1958 год — водевиль «Люблю, люблю». Композитор: М. Табачников; режиссёр: В. Окунцов. Премьера состоялась 30 декабря 1958 г.
- 1959 год — музыкальная комедия «Мост неизвестен». Композитор: Е. Жарковский; режиссёр: Ю. Хмельницкий. Премьера состоялась 14 июня 1959 г.
- 1959 год — музыкальная комедия «Левша». Композитор: А. Новиков; режиссёр: А. Тутышкин. Премьера состоялась 25 сентября 1959 г.
- 1959 год — оперетта «Только мечта». Композитор: Б. Кырвер; режиссёр: Ю. Хмельницкий. Премьера состоялась 26 ноября 1959 г.
- 1959 год — музыкальная комедия «К звёздам». Композитор: М. Воловац; режиссёр: К. Бондаренко. Премьера состоялась 30 декабря 1959 г.
- 1960 год — оперетта «Бал в Савойе». Композитор: П. Абрахам; режиссёр: Н. Янет. Премьера состоялась 8 января 1960 г.
- 1960 год — оперетта «Граф Люксембург». Композитор: Ф. Легар; режиссёр: В. Окунцов. Премьера состоялась 29 января 1960 г.
- 1960 год — музыкальная комедия «Жили три студента». Композиторы: А. Петров и А. Чернов; режиссёр: А. Белинский. Премьера состоялась 24 марта 1960 г.
- 1960 год — оперетта «Цыганская любовь». Композитор: Ф. Легар; режиссёр: Ю. Хмельницкий. Премьера состоялась 25 апреля 1960 г.
- 1960 год — музыкальная комедия «Крылатый почтальон». Композитор: Н. Минх; режиссёр: И. Владимиров. Премьера состоялась 10 августа 1960 г.
- 1960 год — оперетта «Трембита». Композитор: Ю. Милютин; режиссёр: В. Андрушкевич. Премьера состоялась 4 декабря 1960 г.

#### 1961 — 1970
- 1961 год — оперетта-обозрение «Друзья Милены». Композитор: Н. Минх; режиссёр: Ю. Хмельницкий. Премьера состоялась 18 июня 1961 г.
- 1961 год — оперетта «Мистер Икс». Композитор: И. Кальман; возобновление спектакля 1956 г. в постановке Ю. Хмельницкого. Возобновление состоялось 11 ноября 1961 г.
- 1961 год — оперетта «Свадьба в Малиновке». Композитор: Б. Александров; возобновление спектакля 1951 г. в постановке Н. Янета. Возобновление состоялось 4 декабря 1961 г.
- 1961 год — оперетта «Севастопольский вальс». Композитор: К. Листов; режиссёр: М. Дотлибов. Премьера состоялась 30 декабря 1961 г.
- 1962 год — оперетта «Олимпийские звёзды». Композитор: В. Соловьёв-Седой; режиссёр: Ю. Хмельницкий. Премьера состоялась 10 мая 1962 г.
- 1962 год — оперетта «Дорога к сердцу». Композитор: Н. Богословский; режиссёр: М. Гершт. Премьера состоялась 10 октября 1962 г.
- 1962 год — оперетта «Улыбнись, Света!». Композитор: Г. Портнов; режиссёр: А. Белинский. Премьера состоялась 22 декабря 1962 г.
- 1963 год — опера-буфф «Герцогиня Герольштейнская». Композитор: Ж. Оффенбах; режиссёр: Ю. Хмельницкий. Премьера состоялась 26 мая 1963 г.
- 1963 год — оперетта «Цветок Миссисипи» («Плавучий театр»). Композитор: Дж. Керн; режиссёр: М. Гершт. Премьера состоялась 23 октября 1963 г.
- 1963 год — музыкальная комедия «Белая акация». Композитор: И. Дунаевский; возобновление спектакля 1956 г. в постановке И. Теслера, режиссёр возобновления К. Бондаренко. Возобновление состоялось 14 декабря 1963 г.
- 1963 год — музыкальная комедия «К звёздам!». Композитор: М. Воловац; режиссёр: К. Бондаренко. Премьера состоялась 28 декабря 1963 г.
- 1964 год — музыкальная комедия «Сердце балтийца». Композитор: К. Листов; режиссёр: Ю. Хмельницкий. Премьера состоялась 31 марта 1964 г.
- 1964 год — музыкальная комедия «Моя прекрасная леди». Композитор: Ф. Лоу; режиссёр: А. Тутышкин. Премьера состоялась 27 октября 1964 г.
- 1964 год — оперетта «Сто чертей и одна девушка». Композитор: Т. Хренников; режиссёр: М. Дотлибов. Премьера состоялась 30 декабря 1964 г.
- 1965 год — оперетта «Вольный ветер». Композитор: И. Дунаевский; режиссёр: С. Штейн. Премьера состоялась 26 марта 1965 г.
- 1965 год — музыкальная комедия «Целуй меня, Кэт!». Композитор: К. Портер; режиссёр: М. Дотлибов. Премьера состоялась 23 июня 1965 г.
- 1965 год — оперетта «Шар голубой». Композитор: М. Зив; режиссёр: М. Дотлибов. Премьера состоялась 6 ноября 1965 г.
- 1965 год — музыкальная комедия «Волшебная стрела». Композитор: М. Воловац; режиссёр: В. Окунцов. Премьера состоялась 12 декабря 1965 г.
- 1965 год — балет «Фея кукол». Композитор: Й. Байер (с использованием музыки М. Воловаца, Р. Дриго, А. Лядова, М. Мошковского и И. Штрауса); режиссёр: Р. Гербек. Премьера состоялась 30 декабря 1965 г.
- 1966 год — оперетта «На рассвете». Композитор: О. Сандлер; режиссёр: Б. Рябикин. Премьера состоялась 8 февраля 1966 г.
- 1966 год — музыкальное представление «Друзья в переплёте». Композитор: Г. Портнов; режиссёр: И. Рассомахин. Премьера состоялась 10 апреля 1966 г.
- 1966 год — оперетта «Баядера». Композитор: И. Кальман; режиссёры: Р. Тихомиров и Н. Янет. Премьера состоялась 12 июня 1966 г.
- 1966 год — оперетта «Мужской монастырь» («Куколка»). Композитор: Э. Одран; режиссёры: А. Белинский и В. Хайкин. Премьера состоялась 8 августа 1966 г.
- 1966 год — музыкальная комедия «Полярная звезда». Композитор: В. Баснер; режиссёр: М. Дотлибов. Премьера состоялась 21 декабря 1966 г.
- 1967 год — музыкальная комедия «Воскресенье в Риме». Композитор: Г. Краммер; режиссёр: А. Кордунер. Премьера состоялась 11 февраля 1967 г.
- 1967 год — оперетта «Королевская ложа». Композитор: Т. Добжанский; режиссёр: Я. Мачиевский (ПНР). Премьера состоялась 25 февраля 1967 г.
- 1967 год — оперетта «Мы хотим танцевать». Композитор: А. Петров; режиссёр: Н. Лифшиц. Премьера состоялась 19 июня 1967 г.
- 1967 год — музыкальная комедия «Восемнадцать лет». Композитор: В. Соловьёв-Седой; режиссёр: М. Дотлибов. Премьера состоялась 30 ноября 1967 г.
- 1967 год — музыкальная комедия «Верка и алые паруса». Композиторы: М. Михайлов, М. Лившиц и Г. Портнов; режиссёр: А. Тарасова. Премьера состоялась 29 декабря 1967 г.
- 1968 год — оперетта «Вам — моя жизнь, сеньора!». Композитор: В. Беренков; режиссёр: А. Киреев. Премьера состоялась 9 апреля 1968 г.
- 1968 год — музыкальная комедия «Франсуаза». Композитор: О. Хромушин; режиссёр: В. Макаров. Премьера состоялась 29 сентября 1968 г.
- 1968 год — оперетта «Требуется героиня». Композитор: В. Баснер; режиссёр: М. Дотлибов. Премьера состоялась 27 декабря 1968 г.
- 1969 год — оперетта «Королева чардаша». Композитор: И. Кальман; режиссёр: Л. Михайлов. Премьера состоялась 29 мая 1969 г.
- 1969 год — музыкальная комедия «Внимание, съёмка!». Композитор: А. Эшпай; режиссёр: К. Левшин. Премьера состоялась 19 октября 1969 г.
- 1969 год — музыкальное представление «Друзья в переплёте». Композитор: Г. Портнов; возобновление спектакля 1966 г. в постановке И. Рассомахина. Возобновление состоялось 29 декабря 1969 г.
- 1969 год — почти сказка «Такая ночь». Композиторы: М. Лившиц и М. Михайлов; режиссёр: В. Ленцевичус. Премьера состоялась 31 декабря 1969 г.
- 1970 год — героическая музыкальная комедия «Третья весна». Композитор: Г. Портнов; режиссёры: М. Дотлибов и А. Тарасова. Премьера состоялась 16 апреля 1970 г.
- 1970 год — оперетта «Венские встречи». Композитор: И. Штраус (музыка собрана и обработана Е. Корнблитом); режиссёр: Д. Ливнев. Премьера состоялась 4 июля 1970 г.
- 1970 год — оперетта «Кавказская племянница». Композитор: Р. Гаджиев; режиссёр: А. Закс. Премьера состоялась 29 августа 1970 г.
- 1970 год — оперетта «Крыши Парижа». Композитор: Ж. Оффенбах (музыкальная редакция Н. Басилова); режиссёр: В. Чиннов (руководитель — М. Дотлибов). Премьера состоялась 15 декабря 1970 г.
- 1970 год — музыкальное представление об Имре Кальмане «Последний чардаш». Музыка из произведений И. Кальмана; режиссёры: М. Дотлибов и А. Тарасова. Премьера состоялась 31 декабря 1970 г.

#### 1971 — 1980
- 1971 год — романтическая оперетта «Дочь океана». Композитор: В. Баснер; режиссёр: М. Дотлибов. Премьера состоялась 28 апреля 1971 г.
- 1971 год — оперетта «Роз-Мари». Композиторы: Р. Фримль и Г. Стотгарт; режиссёр: А. Тарасов. Премьера состоялась 19 июня 1971 г.
- 1971 год — оперетта «Ночной незнакомец». Композитор: В. Дмитриев; режиссёр: М. Дотлибов. Премьера состоялась 3 ноября 1971 г.
- 1971 год — музыкальная комедия «Приключения Тома Сойера». Композитор: С. Баневич; режиссёр: В. Рощин. Премьера состоялась 30 декабря 1971 г.
- 1972 год — оперетта «Весёлая вдова». Композитор: Ф. Легар; режиссёр: И. Гриншпун. Премьера состоялась 7 июня 1972 г.
- 1972 год — оперетта «Сорочинская ярмарка». Композитор: А. Рябов (музыка дополнена и обработана С. Баневичем); режиссёр: В. Рощин. Премьера состоялась 8 августа 1972 г.
- 1972 год — мюзикл «Как сделать карьеру». Композитор: Ф. Лёссер; режиссёр: В. Воробьёв. Премьера состоялась 31 декабря 1972 г.
- 1973 год — оперетта «Королева чардаша». Композитор: И. Кальман; возобновление спектакля 1969 г. в постановке Л. Михайлова. Возобновление состоялось 10 февраля 1973 г.
- 1973 год — мюзикл «Свадьба Кречинского». Композитор: А. Колкер; режиссёр: В. Воробьёв. Премьера состоялась 7 июня 1973 г.
- 1973 год — лирический этюд «Охтинский мост». Композитор: В. Лебедев; режиссёр: В. Воробьёв. Премьера состоялась 6 ноября 1973 г.
- 1973 год — оперетта «Севастопольский вальс». Композитор: К. Листов; возобновление спектакля 1961 г. в постановке М. Дотлибова, режиссёр возобновления В. Лиликин. Возобновление состоялось 23 декабря 1973 г.
- 1974 год — спектакль-ревю «Ах, эта прекрасная оперетта!». Режиссёр: И. Соркин. Премьера состоялась 12 апреля 1974 г.
- 1974 год — оперетта «Парижская жизнь». Композитор: Ж. Оффенбах; режиссёр: В. Рощин. Премьера состоялась 15 августа 1974 г.
- 1975 год — ленинградская поэтория «Отражение». Первая часть («Ладожский лёд») — драматическая поэма с использованием стихов и песен военных лет, вторая часть («Жар-птица») — сентиментальная поэма А. Колкера; режиссёр: В. Воробьёв. Премьера состоялась 8 мая 1975 г.
- 1975 год — музыкальная комедия «Мой друг Бенбери». Композитор: Г. Натчинский; режиссёр: Х.-И. Мартенс (ГДР). Премьера состоялась 1 августа 1975 г.
- 1975 год — оперетта «Мадемуазель Нитуш». Композитор: Ф. Эрве; режиссёр: В. Бутурлин. Премьера состоялась 31 декабря 1975 г.
- 1976 год — драматическая оперетта «Прощай, Арбат!». Композитор: С. Баневич; режиссёр: В. Воробьёв. Премьера состоялась 11 апреля 1976 г.
- 1976 год — оперетта «Фиалка Монмартра». Композитор: И. Кальман; режиссёр: И. Гриншпун. Премьера состоялась 30 июня 1976 г.
- 1976 год — народная музыкальная комедия «Бабий бунт». Композитор: Е. Птичкин; режиссёры: В. Воробьёв и В. Бутурлин. Премьера состоялась 29 декабря 1976 г.
- 1977 год — музыкальная комедия «Труффальдино». Композитор: А. Колкер; режиссёр: В. Воробьёв. Премьера состоялась 10 апреля 1977 г.
- 1977 год — мюзикл «Дело». Композитор: А. Колкер; режиссёр: В. Воробьёв. Премьера состоялась 16 октября 1977 г.
- 1977 год — музыкальная комедия «Мама, я женюсь». Композитор: Р. Гаджиев; режиссёр: А. Закс. Премьера состоялась 7 декабря 1977 г.
- 1978 год — концерт-обозрение «Иоганн Штраус — король вальса». Режиссёр: С. Илюхин. Премьера состоялась 27 февраля 1978 г.
- 1978 год — оперетта «Прекрасная Елена». Композитор: Ж. Оффенбах; режиссёр: В. Воробьёв. Премьера состоялась 7 июня 1978 г.
- 1979 год — зонг-опера «Разбитое зеркало, или Новая опера нищих». Композитор: А. Журбин; режиссёр: В. Воробьёв. Премьера состоялась 2 февраля 1979 г.
- 1979 год — оперетта «Летучая мышь». Композитор: И. Штраус; режиссёр: В. Воробьёв. Премьера состоялась 27 сентября 1979 г.
- 1980 год — музыкальная комедия «Старик Хоттабыч». Композитор: Г. Гладков; режиссёр: В. Кириллов. Премьера состоялась 23 марта 1980 г.
- 1980 год — музыкальная комедия «Свадьба с генералом». Композитор: Е. Птичкин; режиссёр: В. Воробьёв. Премьера состоялась 4 ноября 1980 г.

#### 1981 — 1990
- 1981 год — музыкальная комедия «Девичий переполох». Композитор: Ю. Милютин; режиссёр: С. Илюхин. Премьера состоялась 5 июня 1981 г.
- 1981 год — музыкальный фарс «Влюблённые обманщики». Композитор: Й. Гайдн; режиссёр: В. Воробьёв. Премьера состоялась 8 ноября 1981 г.
- 1981 год — повесть «Трудно быть сержантом». Музыка из произведений американских композиторов; режиссёр: В. Воробьёв. Премьера состоялась 6 декабря 1981 г.
- 1982 год — балет-сказка «Доктор Айболит». Композитор: И. Морозов; режиссёр: И. Гафт. Премьера состоялась 10 января 1982 г.
- 1982 год — оперетта «Марица». Композитор: И. Кальман; режиссёр: Ф. Шик (ВНР). Премьера состоялась 30 апреля 1982 г.
- 1983 год — музыкальный зингшпиль «Званый вечер». Первая часть — зингшпиль Ф. Шуберта «Близнецы», вторая часть — оперетта Ж. Оффенбаха «Месье Шуфлери»; режиссёр: К. Стрежнев. Премьера состоялась 11 февраля 1983 г.
- 1983 год — музыкальная притча «Ордер на убийство». Музыка из произведений ансамбля «Битлз»; режиссёр: В. Воробьёв. Премьера состоялась 4 декабря 1983 г.
- 1984 год — оперетта «Фраскита». Композитор: Ф. Легар; режиссёр: В. Воробьёв. Премьера состоялась 19 мая 1984 г.
- 1984 год — водевиль «Медведь, медведь, медведь!». Композитор: Г. Седельников; режиссёр: К. Стрежнев. Премьера состоялась 31 июля 1984 г.
- 1984 год — музыкальная сказка «Путешествие Нильса с дикими гусями». Композитор: В. Шаинский; режиссёр: М. Туговикова (художественный руководитель постановки — В. Воробьёв). Премьера состоялась 30 декабря 1984 г.
- 1985 год — героическая оперетта «Бранденбургские ворота». Композитор: А. Владимиров; режиссёр: В. Воробьёв. Премьера состоялась 30 апреля 1985 г.
- 1985 год — музыкальная комедия «Беспечный гражданин». Композитор: А. Затин; режиссёр: К. Стрежнев. Премьера состоялась 27 декабря 1985 г.
- 1986 год — водевиль «О бедном гусаре...». Композитор: А. Петров; режиссёр: В. Воробьёв. Премьера состоялась 30 июня 1986 г.
- 1986 год — балет «Приключения Чипполино». Композитор: К. Хачатурян; режиссёр: А. Полубенцев. Премьера состоялась 6 ноября 1986 г.
- 1987 год — мюзикл «Ящерица». Композиторы: В. Воробьёв и М. Гендель; режиссёр: В. Воробьёв. Премьера состоялась 26 июня 1987 г.
- 1988 год — оперетта «Королева чардаша». Композитор: И. Кальман; режиссёр: А. Белинский. Премьера состоялась 16 апреля 1988 г.
- 1988 год — оперетта «Весёлая вдова». Композитор: Ф. Легар; режиссёр: А. Араратян. Премьера состоялась 22 декабря 1988 г.
- 1989 год — романтическая музыкальная комедия «Дон Жуан в Севилье». Композитор: М. Самойлов; режиссёр: Б. Бруштейн. Премьера состоялась 16 июня 1989 г.
- 1990 год — опера-буфф «Болтуны». Композитор: Ж. Оффенбах; режиссёр: Р. Напарин. Премьера состоялась 17 февраля 1990 г.
- 1990 год — оперетта «Дочь тамбурмажора». Композитор: Ж. Оффенбах; режиссёр: В. Милков. Премьера состоялась 24 июня 1990 г.
- 1990 год — мюзикл «Странная миссис Кронки». Композитор: М. Самойлов; режиссёр: В. Милков. Премьера состоялась 19 декабря 1990 г.

#### 1991 — 2000
- 1991 год — мюзикл для детей «Фантик! Гав! Гав!». Композитор: А. Араратян; режиссёр: Ю. Андрушко. Премьера состоялась 18 мая 1991 г.
- 1991 год — оперетта «Баядера». Композитор: И. Кальман; режиссёр: В. Милков. Премьера состоялась 13 декабря 1991 г.
- 1992 год — музыкальная комедия «Директор театра». Музыкальная комедия в двух частях по комическим операм В.А. Моцарта «Директор театра» и «Бастьен и Бастьенна»; режиссёр: А. Малыхин (руководитель постановки — В. Милков). Премьера состоялась 14 марта 1992 г.
- 1992 год — концерт «Звёзды петербургской оперетты». Премьера состоялась 16 мая 1992 г.
- 1992 год — концерт для детей «Приключения куклы Барби». Режиссёр: Ю. Андрушко. Премьера состоялась 26 сентября 1992 г.
- 1993 год — музыкальная комедия «Ах, эти милые грешницы». Композитор: В. Плешак; режиссёр: О. Леваков. Премьера состоялась 5 февраля 1993 г.
- 1993 год — хореографический спектакль «Бенефис балета». В первом действии («Шедевры старинной хореографии») использована музыка Ч. Пуньи, Ж. Шнейцхоффера, Н. Паганини и С. Арендса, во втором действии («Современная хореография») использована музыка К.М. Вебера, Ж. Оффенбаха, Дж. Россини и М. Равеля; режиссёр: О. Игнатьев. Премьера состоялась 5 марта 1993 г.
- 1993 год — детский мюзикл «Как Ёжик у Супер-Мухи мечту за доллар покупал». Композитор: Е. Зарицкая; режиссёр: Л. Халифман. Премьера состоялась 24 марта 1993 г.
- 1993 год — оперетта «Любовь к трём чемоданам». Композитор: М. Самойлов; режиссёр: Л. Халифман. Премьера состоялась 28 мая 1993 г.
- 1993 год — оперетта «Мадемуазель Нитуш». Композитор: Ф. Эрве; режиссёр: Б. Смолкин. Премьера состоялась 25 декабря 1993 г.
- 1993 год — балет «Фея кукол». Композитор: Й. Байер (с использованием музыки М. Воловаца, Р. Дриго, А. Лядова, М. Мошковского и И. Штрауса); возобновление спектакля 1965 г. в постановке Р. Гербека, режиссёр возобновления Г. Игнатьева (художественный руководитель возобновления — К. Ласкари). Возобновление состоялось 28 декабря 1993 г.
- 1995 год — оперетта «Прекрасная Галатея». Композитор: Ф. Зуппе; режиссёр: О. Климанова. Премьера состоялась 18 сентября 1995 г.
- 1995 год — оперетта «Мистер Икс». Композитор: И. Кальман; режиссёр: А. Белинский. Премьера состоялась 30 октября 1995 г.
- 1996 год — музыкальная комедия «Дамская война». Композитор: И. Рогалев; режиссёр: О. Леваков. Премьера состоялась 30 апреля 1996 г.
- 1996 год — музыкальная история на темы голливудских мелодий «Дорога в Нью-Йорк». Композитор: М. Аптекман; режиссёр: А. Белинский. Премьера состоялась 9 октября 1996 г.
- 1996 год — балет «Фея кукол». Композитор: Й. Байер (с использованием музыки М. Воловаца, Р. Дриго, А. Лядова, М. Мошковского и И. Штрауса); возобновление спектакля 1965 г. в постановке Р. Гербека, режиссёр возобновления Г. Игнатьева (художественный руководитель возобновления — К. Ласкари). Возобновление состоялось 9 ноября 1996 г.
- 1996 год — детский мюзикл-балет «Волшебное зеркало». Композитор: Ю. Взоров; режиссёр: С. Мозговой. Премьера состоялась 7 декабря 1996 г.
- 1996 год — детский мюзикл «Красная шапочка». Композиторы: А. Рыбников, Б. Кравченко и Р. Левитан; режиссёр: О. Климанова. Премьера состоялась 24 декабря 1996 г.
- 1997 год — оперетта «Возраст любви». Композитор: Ф. Эрве (музыкальная композиция Г. Банщикова); О. Леваков. Премьера состоялась 27 мая 1997 г.
- 1997 год — ироническая фантазия «О, баядера!..». Режиссёр: А. Белинский. Премьера состоялась 30 октября 1997 г.
- 1997 год — музыкальная комедия «Труффальдино». Композитор: А. Колкер; возобновление спектакля 1977 г. в постановке В. Воробьёва, режиссёр возобновления Б. Смолкин. Премьера состоялась 19 декабря 1997 г.

#### 2011 — 2020
- 2014 год — музыкальная комедия «Голливудская дива». Композитор: Р. Бенацки; режиссёр: К. Балтус (Нидерланды). Премьера состоялась 12 сентября 2014 г.[15]
- 2016 год — оперетта «Страна улыбок». Композитор: Ф. Легар; режиссёр: KERO (Венгрия). Премьера состоялась 29 апреля 2016 г.[16]
- 2016 год — оперетта-буфф «Орфей в аду». Композитор: Ж. Оффенбах; режиссёр: Ю. Александров. Премьера состоялась 28 октября 2016 г.[17]

#### 2021 — н.вр.
- 2021 год — оперетта «Фраскита». Композитор: Ф. Легар; режиссёр: KERO (Венгрия). Премьера состоялась 20 мая 2021 г.[18]

### Современный репертуар

#### Большая сцена
- «Алиса и Страна чудес» — мюзикл Глеба Матвейчука, премьера 11 июня 2021 года
- «Бабий бунт» — музыкальная комедия Евгения Птичкина, премьера 20 марта 2011 года
- «Белый. Петербург» — мистерия Георгия Фиртича, премьера 10 сентября 2015 года
- «Венская кровь» — оперетта Иоганна Штрауса, премьера 19 июня 2015 года
- «Веселая вдова» — оперетта Франца Легара, премьера 5 ноября 2006 года
- «Граф Люксембург» — оперетта Франца Легара, премьера 17 мая 2013 года
- «Графиня Марица» — оперетта Имре Кальмана, премьера 24 октября 2008 года
- «Жар-птица. Песни о войне» — спектакль-концерт, премьера 8 сентября 2020 года
- «Жирофле-Жирофля» — оперетта Шарля Лекока, премьера 21 июня 2024 года
- «Капитанская дочка» — мюзикл Андрея и Ольги Петровых, премьера 26 сентября 2024 года
- «Княгиня чардаша» — оперетта Имре Кальмана, премьера 22 марта 2024 года
- «Летучая мышь» — оперетта Иоганна Штрауса, премьера 17 марта 2023 года
- «Моя прекрасная леди» — музыкальная комедия Фредерика Лоу, премьера 26 ноября 2021 года
- «Остров сокровищ» — мюзикл Максима Кошеварова, премьера 15 декабря 2023 года
- «Пётр I» — мюзикл Фрэнка Уайлдхорна, премьера 2 декабря 2022 года
- «Принцесса цирка» — оперетта Имре Кальмана, премьера 15 июня 2023 года
- «Раскинулось море широко» — музыкальная фантазия, премьера 7 мая 2023 года
- «Ромео и Джульетта» — мюзикл Жерара Пресгурвика, премьера 2 января 2025 года
- «Свадьба в Малиновке» — музыкальная фантазия Бориса Александрова, премьера 29 сентября 2017 года
- «Севастопольский вальс» — оперетта Константина Листова, премьера 2 мая 2010 года
- «Фраскита» — оперетта Франца Легара, премьера 20 мая 2021 года
- «Франкенштейн» — мюзикл Романа Игнатьева, премьера 6 октября 2023 года
- «Хозяйка Медной горы» — мюзикл Глеба Матвейчука, премьера 21 марта 2025 года
- «Хорошенькое дельце, или Непыльная работёнка» — мюзикл Джорджа и Айры Гершвиных, премьера 16 июля 2025 года
- Концерт «Хиты Бродвея и не только…» — премьера 3 ноября 2013 года
- «Я ненавижу Гамлета» — мюзикл Максима Кошеварова и Александра Маева, премьера 14 апреля 2023 года

#### Малая сцена
- «Баронесса Лили» — оперетта Енё Хуски, премьера 29 мая 2007 года
- «Брысь!» — детский мюзикл Якова Дубравина, премьера 1 февраля 2013 года
- «Кабаре для гурманов» — музыкальный спектакль, премьера состоялась 10 февраля 2017 года
- «Лето любви» — оперетта Лайоша Лайтаи, премьера состоялась 10 марта 2015 года
- «Мышеловка» — музыкальный детектив Александра Журбина, премьера состоялась 25 октября 2022 года
- «Сегодня, сто лет назад» — музыкальная фантазия по мотивам оперетт-мозаик Валентина Валентинова, премьера состоялась 24 июня 2022 года
- «Стойкий оловянный солдатик» — музыкальная феерия Сергея Баневича, премьера 21 декабря 2019 года
- «Таинственный сад» — приключения в старом замке Сергея Баневича, премьера 14 марта 2009 года
- «Том Сойер» — детский мюзикл Сергея Баневича, премьера 17 марта 2018 года

Фойе
- «Когда вся жизнь была иной» (Розовое фойе) — кабаретные песни Андрея Тихомирова на стихи Н. Агнивцева, премьера состоялась 6 декабря 2020 года
- «Осенние цветы» (Грот)— музыкальная фантазия по мотивам одноименного рассказа А. Куприна, премьера состоялась 19 декабря 2020 года
- «Тук-тук» (Розовое фойе)— музыкальный водевиль в одном действии В. Шпачека, премьера состоялась 5 декабря 2020 года

## Награды театра
1 октября 1979 года Указом Президиума Верховного Совета СССР за заслуги в развитии советского музыкального искусства Ленинградский государственный театр музыкальной комедии награждён орденом Трудового Красного Знамени.
8 сентября 2009 года Распоряжением Президента Российской Федерации Д.А. Медведева за большой вклад в развитие отечественного музыкального искусства и достигнутые творческие успехи коллективу Санкт-Петербургского государственного театра музыкальной комедии объявлена Благодарность Президента Российской Федерации.
Высшая театральная премия Санкт-Петербурга «Золотой Софит»
- 1996 год — Александр Белинский в номинации «За возрождение жанра оперетты Санкт-Петербурга»[20].
- 2005 год — Зоя Виноградова в номинации «За творческое долголетие и уникальный вклад в театральную культуру»[21].
- 2005 год — Виталий Копылов в номинации «За творческое долголетие и уникальный вклад в театральную культуру»[21].
- 2006 год — Татьяна Таранец в номинации «Лучшая женская роль в музыкальном театре» — за роль Булотты в спектакле «Синяя борода»[22].
- 2007 год — Санкт-Петербургский государственный театр музыкальной комедии в номинации «Лучший музыкальный проект сезона» — за возрождение классической оперетты (спектакли «Весёлая вдова», «Сильва», «Баядера» и «Баронесса Лили»)[23].
- 2008 год — Светлана Лугова в номинации «Лучшая женская роль в спектакле оперетты» — за роль мадам Помпадур в спектакле «Мадам Помпадур»[24].
- 2010 год — Катажина Мацкевич в номинации «Лучшая женская роль в оперетте и мюзикле» — за роль Карлотты в спектакле «Гаспарон»[25].
- 2011 год — Антон Олейников в номинации «Лучшая роль второго плана в музыкальном театре» — за роль Федота в музыкальной комедии «Бабий бунт»[26].
- 2011 год — Александр Байрон в номинации «Лучшая мужская роль в оперетте и мюзикле» — за роль Феджина в мюзикле «Оливер!»[26].
- 2012 год — спектакль «Бал вампиров» в номинации «Лучший спектакль в жанре мюзикла»[27].
- 2013 год — Карина Чепурнова в номинации «Лучшая женская роль в оперетте и мюзикле» — за роль Анжель Дидье в спектакле «Граф Люксембург»[28].
- 2013 год — Владимир Яковлев в номинации «Лучшая мужская роль в оперетте и мюзикле» — за роль Князя в спектакле «Граф Люксембург»[28].
- 2014 год — Евгений Зайцев в номинации «Лучшая мужская роль в оперетте и мюзикле» — за роль Чарли Чаплина спектакле «Чаплин»[29].
- 2015 год — спектакль «Лето любви» в номинации «Лучший спектакль в жанре оперетты и мюзикла»[30].
- 2015 год — Валентина Кособуцкая в номинации «Лучшая женская роль в оперетте и мюзикле» — за роль леди Болочковой в спектакле «Голливудская дива»[30].
- 2015 год — Кирилл Гордеев в номинации «Лучшая мужская роль в оперетте и мюзикле» — за роли Генри Джекилла и Эдварда Хайда спектакле «Джекилл & Хайд»[30].
- 2016 год — спектакль «Белый. Петербург» в номинации «Лучший спектакль в жанре оперетты и мюзикла»[31].
- 2016 год — Виктор Кривонос в номинации «Лучшая мужская роль в оперетте и мюзикле» — за роль Аполлона Аполлоновича Аблеухова в спектакле «Белый. Петербург»[31].
- 2017 год — Владимир Садков в номинации «Лучшая мужская роль в оперетте и мюзикле» — за роль Меркурия в спектакле «Орфей в аду»[32].
- 2018 год — спектакль «Граф Монте-Кристо» в номинации «Лучший спектакль в оперетте и мюзикле»[33].
- 2018 год — Карина Чепурнова в номинации «Лучшая женская роль в оперетте и мюзикле» — за роль Чин Чи Лы в спектакле «Чин Чи Ла, или Уроки любви»[33].
- 2019 год — Александр Круковский в номинации «Лучшая мужская роль в оперетте и мюзикле» — за роль Петера Боно в спектакле «Бал воров»[34].
- 2020 год — Марина Годлевская, Сергей Николаев и Игорь Яковлев (коллектив создателей энциклопедии «Санкт-Петербургский государственный театр музыкальной комедии от А до Я») — специальный приз Экспертного совета по музыкальным театрам[35].
- 2021 год — Марат Абдрахимов в номинации «Лучшая мужская роль в оперетте и мюзикле» — за роль Инженера в спектакле «Мисс Сайгон»[36].
- 2021 год — Алия Агадилова в номинации «Лучшая женская роль в оперетте и мюзикле» — за роль Ким в спектакле «Мисс Сайгон»[36].
- 2022 год — Вера Свешникова в номинации «Лучшая женская роль в мюзикле» — за роль Элизы Дулиттл в спектакле «Моя прекрасная леди»[37].
- 2023 год — спектакль «Петр I» в номинации «Лучший спектакль в оперетте/мюзикле».
- 2023 год — Агата Вавилова в номинации «Лучшая женская роль в мюзикле» — за роль царевны Софьи в мюзикле «Петр I»[38].
- 2023 год — Сергей Мигицко в номинации «Лучшая мужская роль в мюзикле» — за роль Молчанова в музыкальном спектакле «Я ненавижу Гамлета».
- 2023 год — Вячеслав Окунев в номинации «Лучшая работа художника в музыкальном театре за сценографию к мюзиклу «Петр I».
- 2023 год — спектакль «Раскинулось море широко» — Специальный приз экспертного совета Санкт-Петербургскому государственному театру музыкальной комедии за создание музыкального памятника жителям блокадного Ленинграда.
- 2024 год — Елена Забродина в номинации «Лучшая женская роль в мюзикле» — за  роль Карлы Шлюмберже в спектакле «Принцесса цирка».
- 2024 год — Роман Вокуев в номинации «Лучшая мужская роль в мюзикле» — роль Бони в спектакле «Княгиня чардаша».
- 2024 год — Екатерина Гутковская в номинации «Лучший художник по костюмам» — за костюмы к спектаклю «Франкенштейн».

Российская национальная театральная премия «Золотая Маска»
- 2008 год — Валентина Кособуцкая в номинации «Лучшая женская роль в оперетте/мюзикле» — за роль Кристины Иллишхази в спектакле «Баронесса Лили»[39].
- 2013 год — спектакль «Бал вампиров» в номинации «Лучший спектакль в оперетте/мюзикле»[40].
- 2013 год — Манана Гогитидзе в номинации «Лучшая женская роль в оперетте/мюзикле» — за роль Ребекки в спектакле «Бал вампиров»[40].
- 2013 год — Иван Ожогин в номинации «Лучшая мужская роль в оперетте/мюзикле» — за роль графа фон Кролока в спектакле «Бал вампиров»[40].
- 2015 год — спектакль «Чаплин» в номинации «Лучший спектакль в оперетте/мюзикле»[41].
- 2015 год — Мария Лагацкая-Зимина в номинации «Лучшая женская роль в оперетте/мюзикле» — за роль Хедды Хоппер спектакле «Чаплин»[41].
- 2015 год — Евгений Зайцев в номинации «Лучшая мужская роль в оперетте/мюзикле» — за роль Чарли Чаплина в спектакле «Чаплин»[41].
- 2015 год — Зоя Виноградова в номинации «За выдающийся вклад в развитие театрального искусства»[41].
- 2016 год — спектакль «Голливудская дива» в номинации «Лучший спектакль в оперетте/мюзикле»[42].
- 2017 год — Андрей Алексеев в номинации «Лучшая работа дирижера в оперетте/мюзикле» (спектакль «Белый. Петербург»)[43].
- 2017 год — Виктор Кривонос в номинации «Лучшая мужская роль в оперетте/мюзикле» — за роль Аполлона Аполлоновича Аблеухова в спектакле «Белый. Петербург»[43].
- 2019 год — Агата Вавилова в номинации «Лучшая роль второго плана в оперетте/мюзикле» — за роль Луизы Вампа в спектакле «Граф Монте-Кристо»[44].
- 2024 год — Александр Суханов в номинации «Лучшая роль второго плана в оперетте/мюзикле» — за роль Досифея в спектакле «Петр I»[45]

Премия Правительства Санкт-Петербурга в области литературы, искусства и архитектуры
- за 2007 год — коллектив Санкт-Петербургского государственного учреждения «Санкт-Петербургский государственный театр музыкальной комедии» в составе: Байрон Александр Евгеньевич, Виноградова Зоя Акимовна, Корытов Иван Анатольевич, Кособуцкая Валентина Григорьевна, Лозовая Ольга Олеговна, Чепурнова Карина Викторовна — за достижения в области музыкально-сценического искусства (за исполнение ведущих ролей в оперетте Енё Хуски «Баронесса Лили»).
- за 2011 год — творческая группа мюзикла «Бал вампиров» в составе: Шварцкопф Юрий Алексеевич (продюсер), Нефёдов Алексей Валерьевич (дирижёр) — за достижения в области музыкально-сценического искусства.

Премия Правительства Санкт-Петербурга в области культуры и искусства
- за 2015 год — авторский коллектив в составе: Алексеев Андрей Владимирович, Годлевская Марина Михайловна, Кривонос Виктор Антонович, Тростянецкий Геннадий Рафаилович, Шварцкопф Юрий Алексеевич, Ерёмин Игорь Валерьевич — за достижения в области музыкально-сценического искусства (за создание спектакля «Белый. Петербург»).
- за 2022 год — творческая группа в составе: Шварцкопф Юрий Алексеевич, Александров Юрий Исаакович, Рубинский Константин Сергеевич, Нефедов Алексей Валерьевич, Окунев Вячеслав Александрович, Ожогин Иван Геннадьевич — за достижения в области музыкально-сценического искусства (за создание спектакля «Петр I»).

Молодёжная премия Санкт-Петербурга в области художественного творчества
- за 2016 год — Леногов Александр Александрович — за достижения в области музыкального творчества.
- за 2018 год — Вокуев Роман Васильевич — за достижения в области музыкального творчества.
- за 2019 год — Лошакова Анастасия Владимировна — за достижения в области музыкального творчества.
- за 2020 год — Перминова Анна Сергеевна — за достижения в области музыкального творчества.
- за 2023 год — Латыпов Аллаяр Анварович — за достижения в области музыкального творчества.

## Издания о театре
В 2020 году театр выпустил книгу о своей 90-летней истории «Санкт-Петербургский государственный театр музыкальной комедии — от А до Я».
Этот уникальный справочник-энциклопедия, работа над которым продолжалась почти пять лет, насчитывает 652 страницы; в книге более 500 биографий и около 2 000 фотографий.